# Magnus Arvidson
Magnus Arvidson, född 7 april 1978 i Tumba,[källa behövs] är en svensk journalist, sedan 2005 reporter och producent för Sveriges Radio. I november 2021 tilldelades han Stora journalistpriset tillsammans med Randi Mossige-Norheim och Thomas Kanger för dokumentären ”Vipeholmsanstalten”.

## Biografi
Magnus Arvidson är utbildad vid Dramatiska Institutets radiolinje 2003–2005. 
2008 startade Arvidson samhällsprogrammet Verkligheten i P3 på produktionsbolaget Filt tillsammans med Gustav Asplund, Måns Mosesson och Nadia Jebril. Därefter arbetade han som reporter, producent och programledare för samma program 2008–2017 i olika konstellationer, med bland andra Shang Imam. Exempel på reportage är ”Skelettkvinnan”, om ”Karlavagnsbluffaren", och "Kärnreaktorn i köket".
Arvidson har även arbetat som reporter med Sveriges Radio–programmen Flipper i P3, Frank i P3, Flykt i P1, Kropp & Själ i P1, Kaliber i P1, P3 Dokumentär och P1 Dokumentär. För P3 Dokumentär har han gjort "Terrorplanerna mot Jyllandsposten 2015" och ”Lewinskyaffären" 2016. Han ligger även bakom SVT-dokumentären Pedofilernas natt 2012.
Författare och radiojournalisten Jesper Huor och Magnus Arvidson har samarbetat i fyra dokumentärer i P1 Dokumentär: ”Bibliotekarien” 2008, "Gåtan Göran Lindberg" 2010, "Fallet Peter Mangs" 2013 och "Kulturprofilen, Kvinnorna och Akademien" 2019.
Magnus Arvidson är barnbarn till TV-journalisten Gunnar Arvidson. Han är bosatt i Stockholm.

## Priser och utmärkelser
- 2006 – Tilldelad Stora radiopriset i kategorin "Bästa nyskapande programsatsning" som del av redaktionen för avsnittet ”Kulturungar” i Flipper i P3.[11]
- 2006 – Tilldelad Prix Italia för P1-dokumentären "Det sociala slarvet".[12][13]
- 2007 – Tilldelad Sveriges Författarförbunds radiopris.[14]
- 2019 – Andra plats i Prix Europa och tilldelad "Special commendations" för P1-dokumentären "Hjälp! Mina vänner är pedofiler"[15][16]
- 2020 – Nominerad till Guldspaden för P1-dokumentären ”Vipeholmsanstalten”[17] tillsammans med reporter Randi Mossige-Norheim och researcher Thomas Kanger.[18]
- 2021 – Tilldelad Röda korsets journalistpris tillsammans med Randi Mossige-Norheim och Thomas Kanger för "Vipeholmsanstalten".[19]
- 2021 – Tilldelad Stora journalistpriset i kategorin "Årets berättare" tillsammans med Randi Mossige-Norheim och Thomas Kanger för "Vipeholmsanstalten" samt nominerad som producent för "Det illojala vårdbiträdet"[20] av Johanna Sjövall.[21]